# Kabinet kuriozit

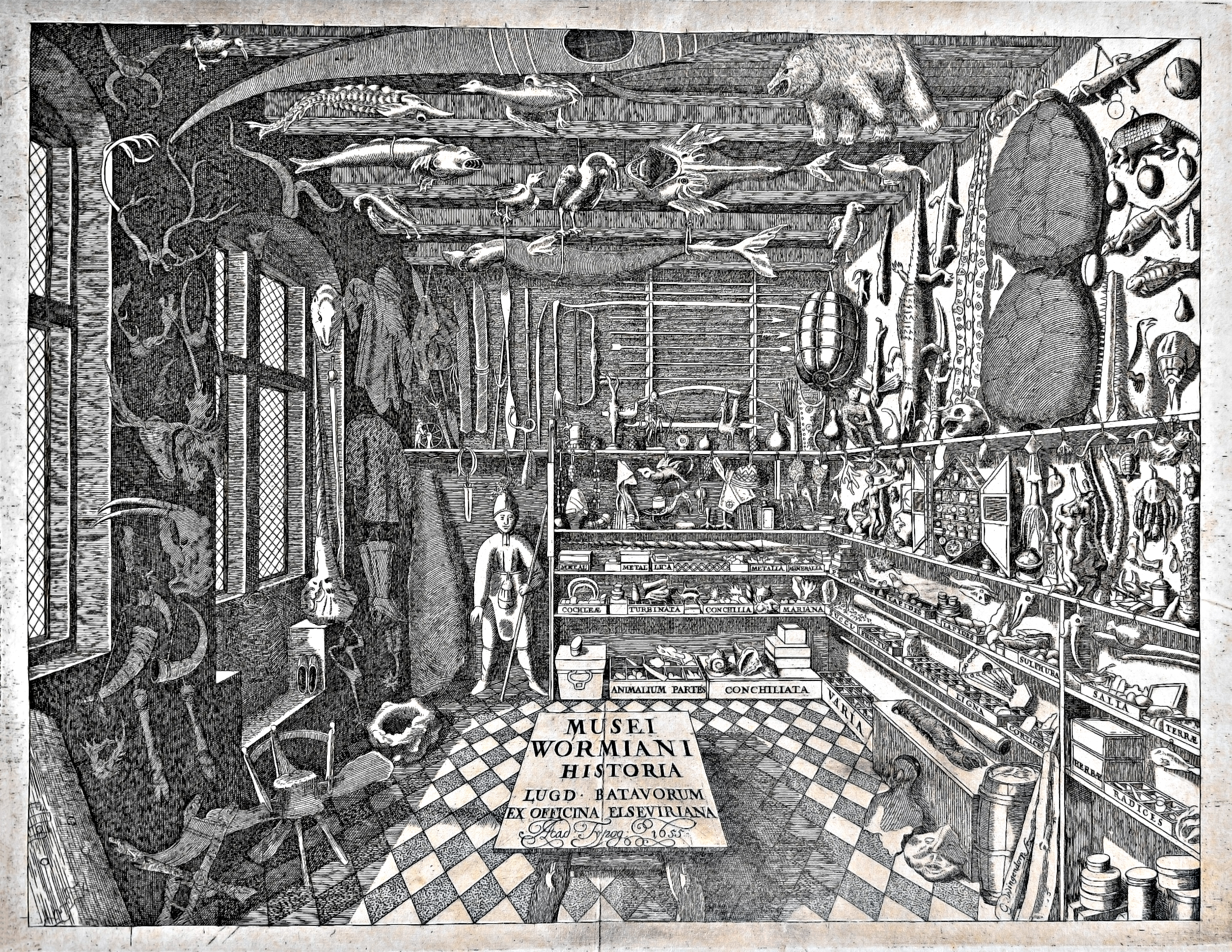
"Musei Wormiani Historia", frontispis knihy Museum Wormianum znázorňující kabinet kuriozit Oleho Worma

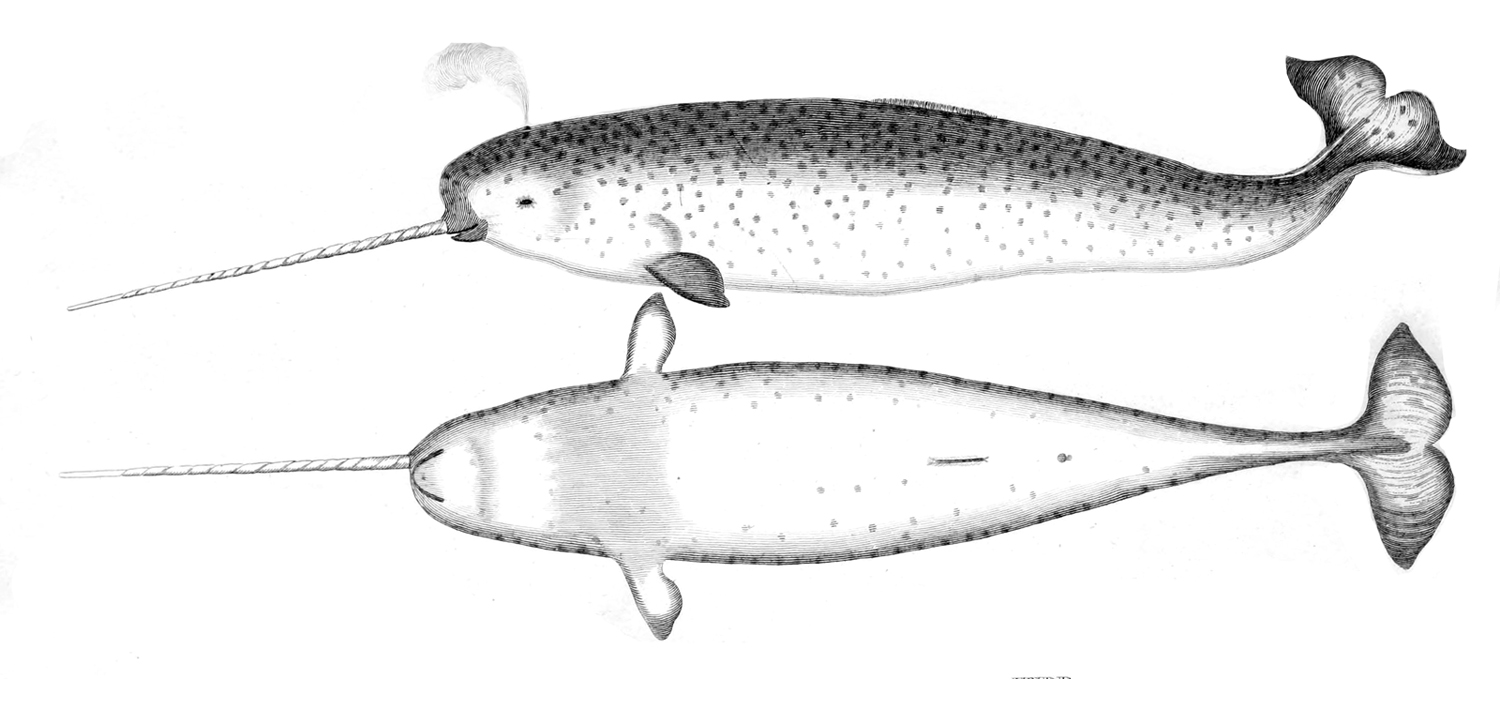
Samec narvala, jehož roh připomíná roh jednorožce, byl častým exponátem mnoha kabinetů

Kabinet kuriozit (často německy Kunstkabinett, Kunstkammer nebo Wunderkammer, někdy též kabinet divů či kabinet podivností, zvláštností apod.) jsou výkladové sbírky předmětů a artefaktů, které vznikaly především v Evropě v době renesance, a jejichž zařazení dodnes není zcela přesně určeno.
Původní výraz kabinet označoval spíše místnost, později, v přeneseném smyslu též část nábytku. Klasické kabinety kuriozit se začaly objevovat v 16. století, i když zárodky podobných sbírek existovaly již dříve.
Moderní terminologie většinu předmětů kategorizuje nejčastěji jako ukázky z oblasti přírodopisu (někdy jde o podvrhy), geologie, etnografie, archeologie, náboženské předměty nebo historické artefakty jako relikvie, umělecké předměty (včetně kabinetních maleb), či starožitnosti. „Kunstkammery“ byly chápány jako mikrokosmos či „divadlo světa“, anebo „divadlo pamětí“. Kunstkamera svému majiteli pomocí mikroskopické reprodukce symbolicky zprostředkovávala „ovládání vnějšího světa z vlastního příbytku“." O sbírce anglického krále Karla I. píše souhrnně Peter Thomas: „Samotný kunstkabinett byl druhem propagandy“ Kromě nejslavnějších, nejlépe zásobených panovnických a šlechtických kabinetů, vytvářeli v Evropě podobné sbírky také členové bohatých vrstev, ale také vědci a badatelé. Některé takové sbírky se později staly základem dnešních muzeí.

## Pražská kunstkamera Rudolfa II.
Jedním z nejvěhlasnějších kabinetů kuriozit je „kunstkamera“ císaře Rudolfa II. Ten za svého panování v letech 1576–1612 shromáždil na Pražském hradě sbírku uměleckých děl a rozličných artefaktů, která neměla konkurenci na sever od Alp. Ta pro svému majitele představovala místo potěchy, odpočinku a kontemplace, ale také k demonstraci císařského majestátu a moci v symbolickém uspořádání, obřadně předváděných návštěvám z řad zahraniční diplomacie či aristokracie.
Při švédském obléhání Prahy byla nejcennější část Rudolfových sbírek odvezena jako válečná kořist. Výslovným přáním pověřila královna Kristýna svého bratrance, generála Karea X. Gustava, aby osobně dohlížel na odvoz vzácných artefaktů z Pražského hradu do Švédska. Takto byla z Prahy ukradena řada zcela unikátních předmětů, mezi nimi například slavný Codex gigas, největší kniha na světě, zvaný též Ďáblova bible, ale mnoho dalších uměleckých a předmětů nesmírné hodnoty.
Sbírku předmětů, zaměřenou zvláště na kresby a portréty lidí s různými anomáliemi a deformacemi, měl také Rudolfův strýc, arcivévoda Ferdinand II. Štýrský, na zámku Ambras v Rakousku. Ta se dochovala téměř neporušená jako kabinet umění a kuriozit.